# Flex-Able Leftovers (EP)
Flex-Able Leftovers ist eine limitierte 10"-EP des US-amerikanischen Rockmusikers Steve Vai, die im Jahr 1984 erschien. Die EP wurde wie folgt verkauft:
- 1. Auflage (1000 EPs) unter Urantia Records
- 2. Auflage (1000 EPs) unter Akachic Records

## Titelliste

### A-Seite
1. „You Didn't Break It“ (Bob Harris, Suzannah Harris) – 4:14[1]
2. „Bledsoe Bluvd“ – 4:22 (Steve Vai)
3. „The Beast of Love“ (Joe Kearney) – 3:29
4. „Burnin' Down the Mountain“ (Steve Vai) – 4:22

### B-Seite
1. „So Happy“ (Steve Vai, Laurel Fishman) – 2:43
2. „Details at 10“ (Steve Vai) – 5:57
3. „Little Pieces of Seaweed“ (Steve Vai, Larry Kutcher) – 5:12
4. „Chronic Insomnia“ (Steve Vai) – 2:00